# 원숭이 섬
《원숭이 섬》(영어: Monkey Island)은 루카스 아츠의 어드벤처 게임 시리즈이다.

## 게임
- 《원숭이 섬의 비밀》 (The Secret of Monkey Island, 1990)
- 《원숭이 섬의 비밀 2: 르척의 복수》 (Monkey Island 2: LeChuck's Revenge, 1991)
- 《원숭이 섬의 저주》 (The Curse of Monkey Island, 1997)
- 《원숭이 섬으로부터의 탈출》 (Escape from Monkey Island, 2000)
- 《원숭이 섬 이야기》 (Tales of Monkey Island, 2009)

## 같이 보기
- 스컴
- 스컴VM